# Тойшер, Кристина
Кристина Тойшер (англ. Cristina Teuscher; род. 12 марта 1978, Бронкс, Нью-Йорк, США) — американская пловчиха, специалистка по плаванию вольным стилем и комплексному плаванию. Выступала за национальную сборную США в период 1994—2001 годов, чемпионка летних Олимпийских игр в Атланте, бронзовая призёрка Олимпийских игр в Сиднее, чемпионка мира, победительница Панамериканских игр.

## Биография
Кристина Тойшер родилась 12 марта 1978 года в Бронксе, Нью-Йорк.
Занималась плаванием во время учёбы в старшей школе New Rochelle High School, которую окончила в 1996 году. Продолжила спортивную карьеру в Колумбийском университете, состояла в местной плавательной команде «Колумбия Лайонс», неоднократно принимала участие в различных студенческих соревнованиях, в частности четыре раза выигрывала чемпионат Национальной ассоциации студенческого спорта.
Первого серьёзного успеха на взрослом международном уровне добилась в сезоне 1994 года, когда вошла в основной состав американской национальной сборной и побывала на чемпионате мира по водным видам спорта в Риме, откуда привезла награды серебряного и бронзового достоинства, выигранные в плавании на 400 метров вольным стилем и в эстафете 4 × 200 метров вольным стилем соответственно.
В 1995 году на Панамериканских играх в Мар-дель-Плате четыре раза поднималась на пьедестал почёта, в том числе получила три золотые медали и одну серебряную.
Благодаря череде удачных выступлений удостоилась права защищать честь страны на домашних летних Олимпийских играх 1996 года в Атланте. В индивидуальном плавании на 200 и 400 метров вольным стилем заняла шестое и восьмое места, тогда как в программе эстафеты 4 × 200 метров вольным стилем вместе со своими соотечественницами завоевала золотую олимпийскую медаль.
После атлантской Олимпиады Тойшер осталась в составе плавательной команды США на ещё один олимпийский цикл и продолжила принимать участие в крупнейших международных соревнованиях. Так, в 1998 году на чемпионате мира в Перте она выиграла серебряную медаль в эстафете 4 × 200 метров вольным стилем.
Находясь в числе лидеров американской национальной сборной, благополучно прошла отбор на Олимпийские игры 2000 года в Сиднее. На сей раз стартовала на дистанции 200 метров индивидуальным комплексным плаванием — в финале пришла к финишу третьей позади украинки Яны Клочковой и румынки Беатрис Кэшлару — тем самым добавила в послужной список бронзовую олимпийскую награду.
В 2001 году удачно выступила на мировом первенстве в Фукуоке, одержала победу в зачёте эстафеты 4 × 200 метров вольным стилем.
Впоследствии училась в бизнес-школе INSEAD, в 2007 году получила здесь степень магистра делового администрирования.
Проявила себя на тренерском поприще, в 2010—2012 годах занимала должность главного тренера женской плавательной команды Йельского университета.